# Santa Monica
|  | Per a altres significats, vegeu «Santa Mònica». |

Santa Monica és una ciutat a l'oest de Los Angeles, que pertany al Comtat de Los Angeles a l'estat de Califòrnia als EUA. La ciutat toca amb el port de Santa Mònica a l'oest, amb Pacific Palisades i Brentwood al nord i amb Los Angeles i Mar Vista a l'est i amb Venice (Los Angeles) al sud. La seva àrea total és de 41,2 km² 21,4 dels quals és terra i la resta mar amb 3 milles marines navegables (5.6 km).

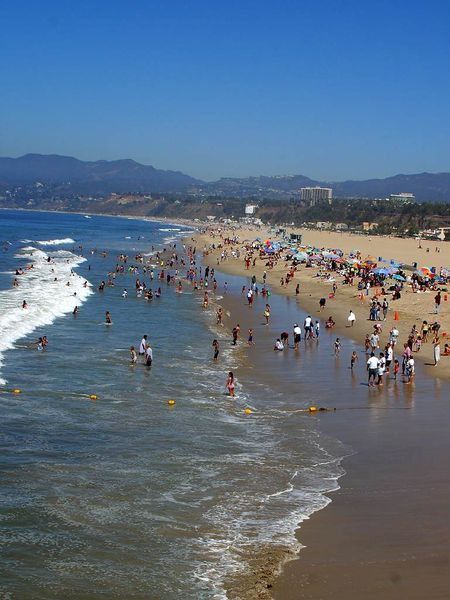
Platja de Santa Monica

Segons el cens de 2004, la ciutat té una població de 96500 habitants, i s'estima que el 2006 la població va arribar als 103255 habitants. El nom de la ciutat prové del santoral cristià, i de Santa Mònica d'Hipona, mare de Sant Agustí nascuda a Algèria. El nom el varen posar els pobladors espanyols sota el comandament de Gaspar de Portolà que conquistaren la ciutat la festivitat de Santa Mònica. En les comunitats de patinadors i surfistes, la ciutat és coneguda com a Dogtown.
A conseqüència de les bones condicions climàtiques, Santa Monica s'ha convertit en un important centre turístic que ha comportat un increment dels llocs de feina i augment de la població. La ciutat també és coneguda, per ser la ciutat on més contribuïdors hi ha als candidats demòcrates a la Casa Blanca, i també per l'elevat nombre de persones sense sostre, normalment adolescents que han fugit de casa. Per aquest motiu també se la coneix com la Homeless Capital of the West.

## Meteorologia
Santa Monica gaudeix de 325 dies de sol anual. Habitualment, a la primavera (d'abril a maig) els dies són clars i amb força sol.

## Demografia
Segons el cens de l'any 2000, hi havia 84084 persones que vivien a la ciutat, tot i que en els darrers anys ha augmentat ràpidament. La densitat de població era del 3,930.4/km² (10,178.7/mi²). La distribució ètnica era 78,29% de caucàsics, 3,78% d'Afro-americans, 0,47% natius americans, 7,25% Asiàtics, 0,10% polinesis, 5,97% d'altres ètnies, i 4,13% de més d'una ètnia. El 13,44% és hispana.
Per edats el 14,6% es troba per sota dels 18 anys, 6,1% entre 18 i 24, 40,1% entre 25 i 44, 24,8% entre 45 i 64, i 14,4% per sobre dels 65 anys. La mitjana d'edat és de 39 anys. Per cada 100 dones hi ha 93.0 homes. Per cada 100 dones per sobre dels 18 anys, hi ha 91.3 homes.

## Persones il·lustres
Categoria principal: Persones de Santa Monica
- Sean Astin, actor
- Anjelica Huston, actriu
- Lorenzo Lamas, actor
- Sean Penn, actor
- Robert Redford, actor
- Robert Trujillo, baixista de Metallica
- Suzanne Vega, cantant
- Gloria Stuart, actriu